# Kosmos 1934
Kosmos 1934, sovjetski vojni navigacijski i komunikacijski satelit iz programa Kosmos. Vrste je Parus.
Lansiran je 22. ožujka 1988. godine u 14:07 s kozmodroma Pljesecka, s mjesta 132/1. Lansiran je u nisku orbitu oko planeta Zemlje raketom nosačem Kosmos-3M 11K65M. Orbita mu je 951 km u perigeju i 1007 km u apogeju. Orbitne inklinacije je 82,96°. Spacetrackov kataloški broj je 18985. COSPARova oznaka je 1988-023-A. Zemlju obilazi u 104,68 minuta. Pri lansiranju bio je mase 700 kg. 
Iz misije je ostao još jedan dio koji je ostao kružiti u niskoj orbiti te još dva komada nastala sudarom koji su također u niskoj orbiti.

## Vanjske poveznice
- N2YO.com Search Satellite Database (engl.)
- Celes Trak SATCAT Format Documentation (engl.)
- Kunstman  Arhivirana inačica izvorne stranice od 12. kolovoza 2019. (Wayback Machine) Satellites in Orbit (engl.)